# Електропривреда Србије
«Електропривреда Србије» (сокр. ЕПС, с серб. — «Электроэнергетика Сербии») — компания по производству электроэнергии с главным офисом в столице Сербии Белграде. Организация основана в 1991 году, насчитывает свыше 30 тыс. сотрудников и является крупнейшим предприятием страны.
Установленная производственная мощность составляет 8359 МВт с годовым производством электроэнергии 37,04 ТВт. Установленная мощность ТЭС, работающих на буром угле — 5171 МВт, на газе и жидких горючих материалах (ТЭЦ) — 353 МВт, ГЭС — 2,835 МВт. В эксплуатации компании также имеются три электростанции общей мощностью 461 МВт, которые не являются её собственностью.
ЕПС также является крупнейшим производителем бурого угля в Сербии, в частности в Колубарском и Костулацком бассейнах, добывая около 37 миллионов тонн в год. Общая годовая мощность этих двух электростанций составляет 1029 МВт.

## История
В 1870 году в Сербии начала развиваться угольная промышленность, а через 14 лет в воинской части Крагуеваца появилось первое в стране электрическое освещение. А 6 октября 1893 года заработала первая сербская электростанция.
В 1900 году заработала первая гидроэлектростанция «Под градом» в городе Ужице на реке Джетиня, которая работает и по сей день. Первая линия электропередач переменного тока от гидроэлектростанции «Вучье» до Лесковаца, длиной 17 километров была построена за три года. В 1909 году начали строить ещё две ГЭС — «Гамзиград» в Заечаре и «Света Петка» в Нише. Через два года также запустили электростанцию на реке Моравици в городе Иваница.
В 1933 году в Белграде построили электростанции «Снага» и «Светлост», которые стали одними из крупнейших на то время на Балканском полуострове. Для управления имеющимися мощностями в 1945 году создана организация под названием «Сербская электрическая компания». В период с 1947 по 1950 год ГЭС «Соколовица» и электростанции «Мали Костолац» и «Велики Костолац» были первыми энергообъектами, построенными после Второй мировой войны. В 1952 году началось подземная разработка месторождений угля в Колубаре. Через четыре года начала работу угольная энергокомпания «РБ Колубара», а годом ранее к силовой сети были подключены ГЭС «Власина» и «Зворник». В течение семи лет (1960—1967) построили также ГЭС «Бистрица», «Кокин Брод» и «Потпец».
В 1964 году начала свою работу угольная электростанция «Байина Башта», а годом позже создано «Объединение электроэнергетики Сербии». Через пять лет запущены два крупнейшие производителя электроэнергии в Сербии — ГЭС «Джердап I» и угольная электростанция «Никола Тесла». В 1982 году приступила к работе ГАЭС «Байина Башта», а в 1990 году — ГЭС «Пирот». В 1991 году произошла реорганизация энергокомпании и она сменила название на «Електропривреда Србије».
В 1999 году во время бомбардировки войсками НАТО Югославии много электростанций было серьёзно повреждено, а после отделения Косово 1 июля 1999 года компания потеряла доступ к угольным месторождениям и ряду электростанций, включая Косово А и Косово Б.
В послевоенный период компания стала членом объединённой европейской системы ENTSO-E. С 2005 года от компании отделились электропередающие сети, которые впоследствии стали отдельной компанией «Электросети Сербии».
В 2007 году «Електропривреда Србије» подготовила план строительства новых электростанций и расширение существующих предприятий с целью увеличения объёмов для обеспечения растущего спроса потребителей.
До 1 января 2013 года ЕПС был монополистом на рынке электроэнергии, пока он не был открыт для других компаний. Есть перспективы его либерализации в ближайшие годы.
В апреле 2023 года правительство Сербии приняло решение о преобразовании компании из государственного предприятия в акционерное общество, выпустив 36,5 млн акций стоимостью 10 тыс. динаров каждая (на тот момент 85,26 евро каждая), совокупная стоимость акций составила 3,112 млрд евро.

## Рынок и финансовые данные
В 2011 году общие активы и капитал компании увеличились на 100 процентов.
По данным годового отчёта 2012 года совокупные активы компании уменьшились с 12049 миллиардов евро до 9446 миллиардов евро, собственный капитал компании — с 8909 миллиардов евро до 6867 миллиардов евро, отрицательный прибыль составила 108,51 миллионов евро. В 2013 году организации удалось за последние шесть лет получить чистую прибыль в размере 16,723 миллиона евро.

## Коррупция
В 2011 году компания фигурировала в расследовании полиции и Антикоррупционного агентства. Обвинения были связаны с управлением рудником Колубара (дочерняя компания ЕПС), были установлены факты участия в ряде различных схем, включающих закупку оборудования и лизинг, а также продажу угля. В октябре 2011 года власти арестовали 17 человек, в том числе двух бывших директоров рудника Колубара Драгана Томича и Владана Йовичича, восемь исполнительных руководителей и семь владельцев частных фирм, с которыми Колубара вёл бизнес. В апреле 2014 года прокурор по делам организованной преступности издал официальное распоряжение для полиции рассмотреть утверждения о возможных правонарушениях в ЕПС. Обвинения были основаны на докладе Антикоррупционного агентства, который показал расхождения в объёмах импорта и экспорта электроэнергии ЕПС с 2010 по 2012 год.

## Электростанции в ведении компании
- ТЭС Никола Тесла
  - Никола Тесла А (Обреновац[серб.])
  - Никола Тесла Б (Скела[серб.])
  - Колубара (Велики-Црлени)
  - Морава (Свилайнац)
- ТЭС Костолац[серб.]
  - Костолац А[серб.]
  - Костолац Б[серб.]
- ТЭС Косово А
- ТЭС Косово Б
- ТЭС Нови-Сад
- ТЭС Зренянин
- ГЭС Джердап I
- ГЭС Джердап II
- ГЭС Баина-Башта[серб.]
- ГРЭС Баина-Башта
- МГЭС Овчар-Баня
- МГЭС Меджувршье
- ГЭС Зворник[серб.]
- ГЭС Потпеч[серб.]
- ГЭС Увац
- ГЭС Кокин-Брод[серб.]
- ГЭС Бистрица[серб.]
- ГЭС Пирот[серб.]
- ГЭС Врла 1
- ГЭС Врла 2
- ГЭС Врла 3
- ГЭС Врла 4
- МГЭС Вучье